# Христо Иванов – Майсторчето
Вижте пояснителната страница за други значения на Христо Иванов.
Христо Иванов Огненов, наречен Майсторчето, или Леринчето, е български революционер, деец на Вътрешната македоно-одринска революционна организация.

## Биография
Христо Иванов е роден през 1879 година в град Лерин, тогава в Османската империя, но по произход е от Загоричани. Получава основно образование и работи при баща си като чирак зидар. Чете българска патриотична литература, а през 1900 година се присъединява към ВМОРО. Действа като куриер и терорист, както и за връзка между ръководителя на местния комитет Филип Георгиев и четата на Марко Лерински. Разкрит е при Иванчовата афера от 1901 година, минава в нелегалност и става четник при Марко Лерински. През януари 1902 година в Костур убива Траян от Руля, който се придвижва с отделение турски войници по селата и тероризира местното население по време на така наречената Трайкова афера. След това бяга по пътя към Апоскеп, но е застигнат от един стражарин, по когото стреля с револвер, а накрая се самоубива, за да не бъде заловен жив. Погребан е в братската могила в Апоскеп.